# Gunung Nagan
Gunung Nagan is een bestuurslaag in het regentschap Nagan Raya van de provincie Atjeh, Indonesië. Gunung Nagan telt 127 inwoners (volkstelling 2010).